# Live Chronicles
Live Chronicles è il terzo album dal vivo della space rock band britannica Hawkwind, registrato nel 1985 e pubblicato l'anno successivo.

## Tracce
1. Song of the Swords – 3:13 –  (Brock)
2. Dragons and Fables – 3:11 –  (Lloyd-Langton)
3. Narration – 0:47 –  (Bainbridge)
4. The Sea King – 3:47 –  (Lloyd-Langton)
5. Angels of Death – 4:43 –  (Brock)
6. Shade Gate – 3:54 –  (Bainbridge)
7. Rocky Paths – 2:51 –  (Lloyd-Langton/Lloyd-Langton)
8. Narration - Elric The Enchanter (Part 1) – 0:37 –  (Brock)
9. The Pulsing Cavern – 2:32 –  (Bainbridge/Davey)
10. Master of the Universe – 3:57 –  (Brock/Turner)
11. Dreaming City – 4:18 –  (Lloyd-Langton)
12. Choose Your Masques – 4:55 –  (Brock/Moorcock)
13. Fight Sequence – 3:21 –  (Bainbridge/Brock)
14. Needle Gun – 4:10 –  (Brock)
15. Zarozinia – 4:15 –  (Brock/Tait)
16. Lords of Chaos – 1:00 –  (Bainbridge/Brock)
17. The Dark Lords – 1:36 –  (Bainbridge/Brock)
18. Wizards of Pan Tang – 1:46 –  (Bainbridge/Brock/Davey/Lloyd-Langton/Thompson)
19. Moonglum – 4:44 –  (Lloyd-Langton)
20. Elric the Enchanter (Part 2) – 2:33 –  (Davey)
21. Conjuration of Magnu – 1:48 –  (Brock)
22. Magnu – 3:16 –  (Brock)
23. Dust of Time – 2:29 –  (Bainbridge/Brock/Lloyd-Langton)
24. Horn of Fate [aka Horn Of Destiny] – 6:27 –  (Brock)

### Bonus track
1. Magnu – 3:10 –  (Brock)
2. Quark, Strangeness and Charm – 2:35 –  (Calvert/Brock)
3. Spirit of the Age – 7:45 –  (Calvert/Brock)
4. Who's Gonna Win the War – 4:47 –  (Brock)
5. Ghost Dance – 5:34 –  (Bainbridge/Turner)
6. Master of the Universe – 3:54 –  (Brock/Turner)
7. Choose Your Masques – 4:52 –  (Brock/Moorcock)
8. Lost Chronicles  (Bainbridge)  / Neon Skyline – 5:21 –  (Davey)
9. Tides – 2:53 –  (Lloyd-Langton)
10. Wings – 5:22 –  (Davey)
11. Lives of Great Men [aka Assault And Battery] – 3:26 –  (Brock)
12. Void of Golden Light [aka Golden Void] – 6:48 –  (Brock)
13. Techno Tropic Zone Exists – 4:31 –  (Brock)
14. Gimme Shelter – 5:38 –  (Jagger/Richards)

## Formazione
- Dave Brock - chitarra, tastiere, voce
- Huw Lloyd-Langton - chitarra, voce
- Harvey Bainbridge - tastiere, voce
- Alan Davey - basso
- Danny Thompson Jr. - batteria

## Collaborazioni
- Michael Moorcock - Voce